# Kościół św. Jana Nepomucena i św. Ignacego Loyoli w Przysusze
Kościół świętego Jana Nepomucena i świętego Ignacego Loyoli w Przysusze – rzymskokatolicki kościół parafialny należący do dekanatu przysuskiego diecezji radomskiej.

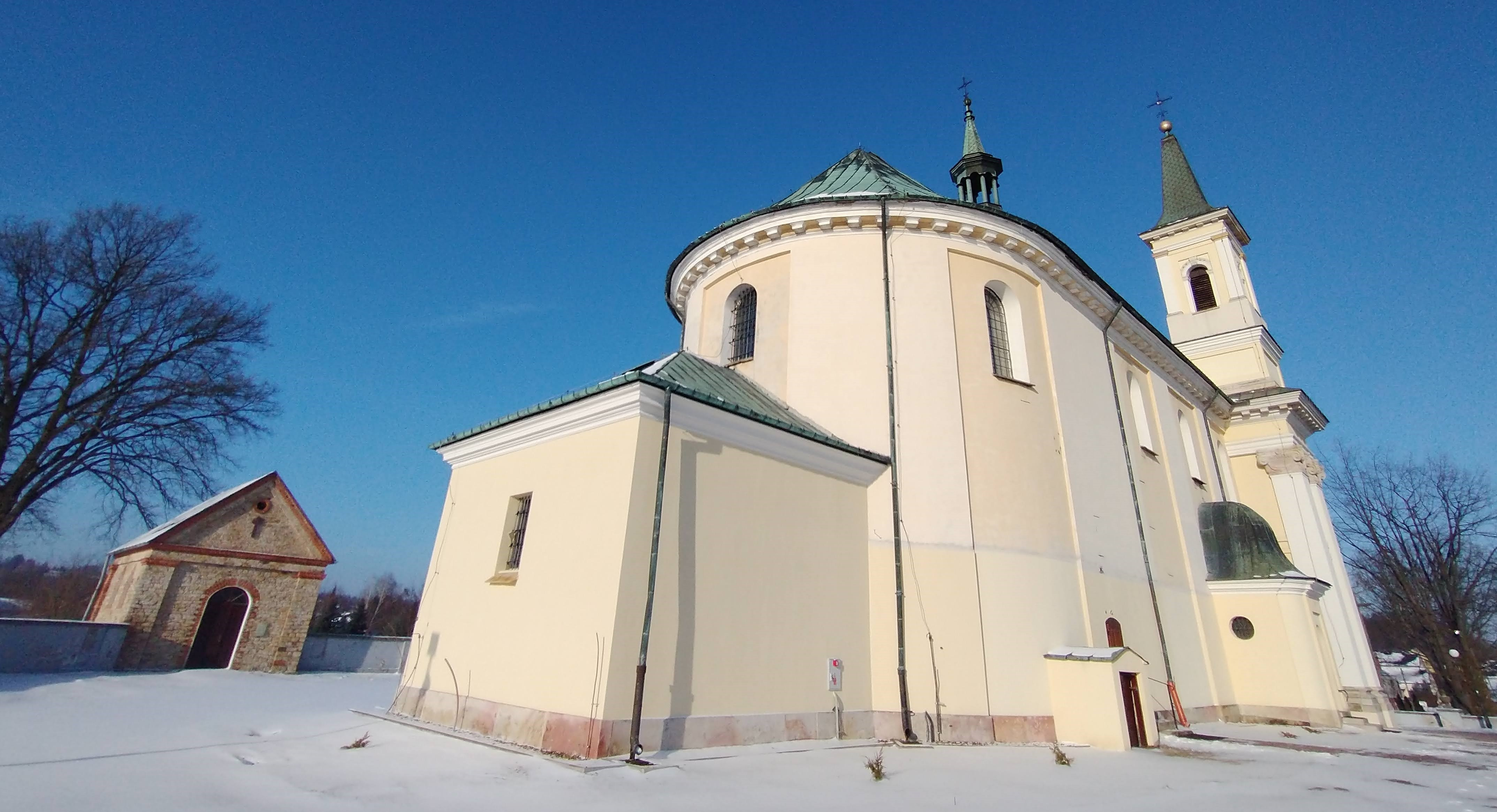
Widok od prezbiterium i kaplica przedpogrzebowa

Świątynia została wzniesiona w latach 1780-1786 w stylu klasycystycznym i ufundowana została przez Urszulę z Morsztynów Dembińską, starościnę wolbromską. W 1786 roku miała miejsce konsekracja kościoła, której przewodniczył sufragan gnieźnieński, Jan Mikołaj Dębowski. Po pożarze jednej z wież budowla została odrestaurowana. W latach 1985-1989 dzięki staraniom księdza Bolesława Szymańskiego kościół został odrestaurowany wewnątrz. Od 1993 roku dzięki staraniom proboszczów księdza Edwarda Warchoła i księdza Stanisława Traczyńskiego budowla była odnawiana na zewnątrz.
Wnętrze kościoła jest podzielone na chór, dwuprzęsłową nawę, prezbiterium, dwa boczne przedsionki, zakrystię. Wnętrze nakryte jest sklepieniem beczkowym. Świątynia posiada dziewięć okien – cztery od strony zachodniej, cztery od strony wschodniej i jedno nad chórem. Ołtarz główny jest bardzo okazały i oryginalny. Pod kopułą znajduje się rotunda, podparta ośmioma kolumnami, z piękną attyką, na szczycie której znajduje się krzyż. Wewnątrz pod rotundą znajduje się figura św. Jana Nepomucena, patrona świątyni. Dwa boczne są w kształcie portyków. Po prawej stronie ołtarza głównego jest umieszczony ołtarz boczny z obrazem św. Barbary z połowy XIX stulecia. Po lewej stronie ołtarza głównego jest umieszczony ołtarz boczny z obrazem Matki Boskiej trzymającej na ręku Dzieciątko Jezus, z połowy XVIII stulecia.

## Galeria

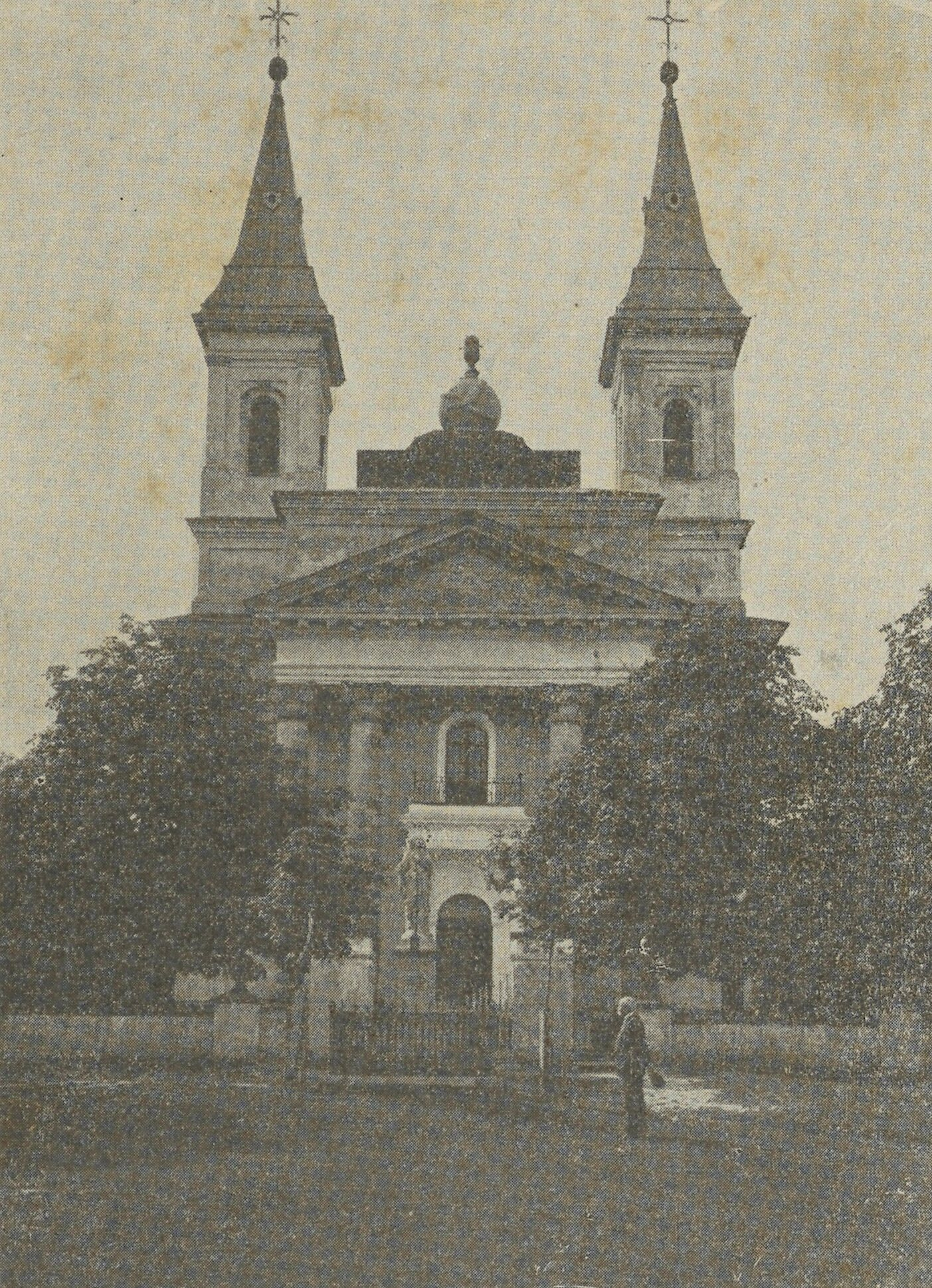
Kościół przed 1913
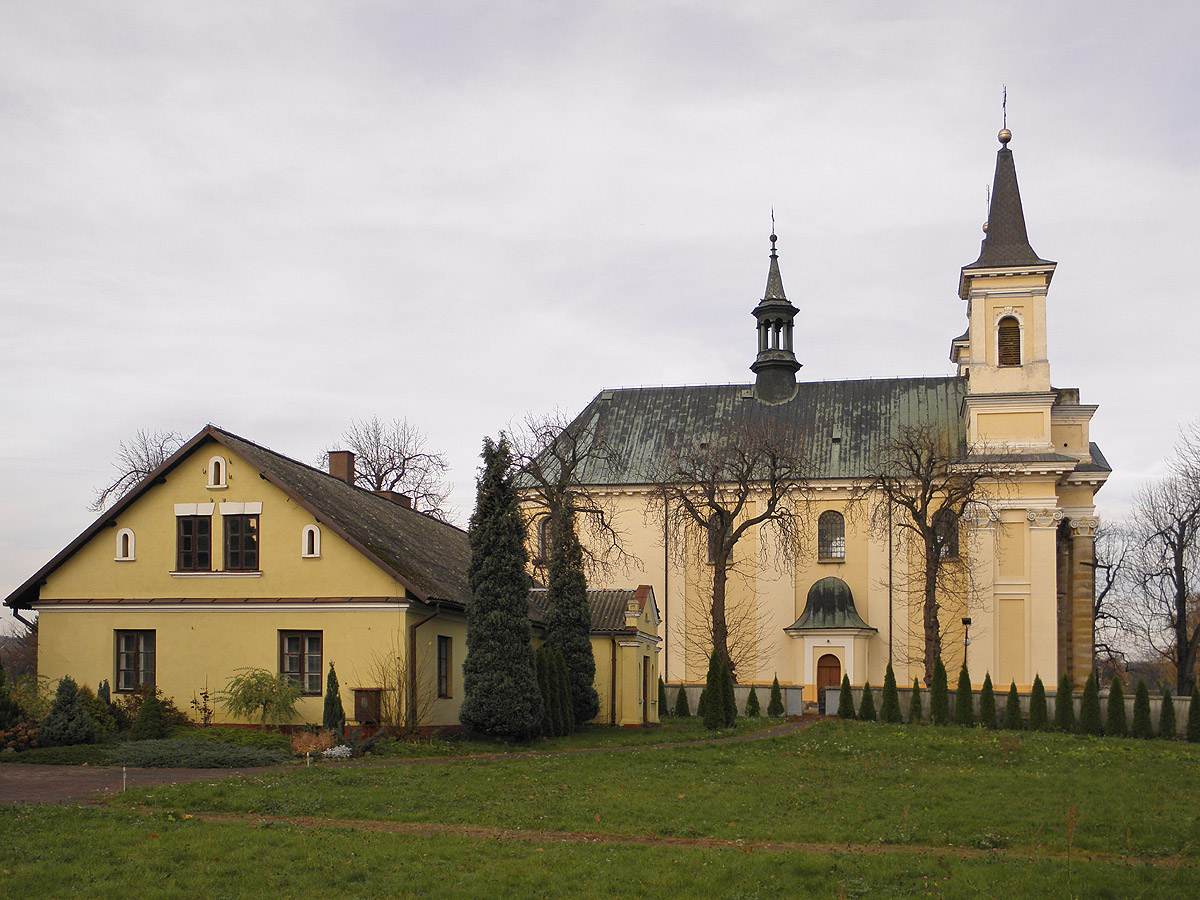
Fasada boczna
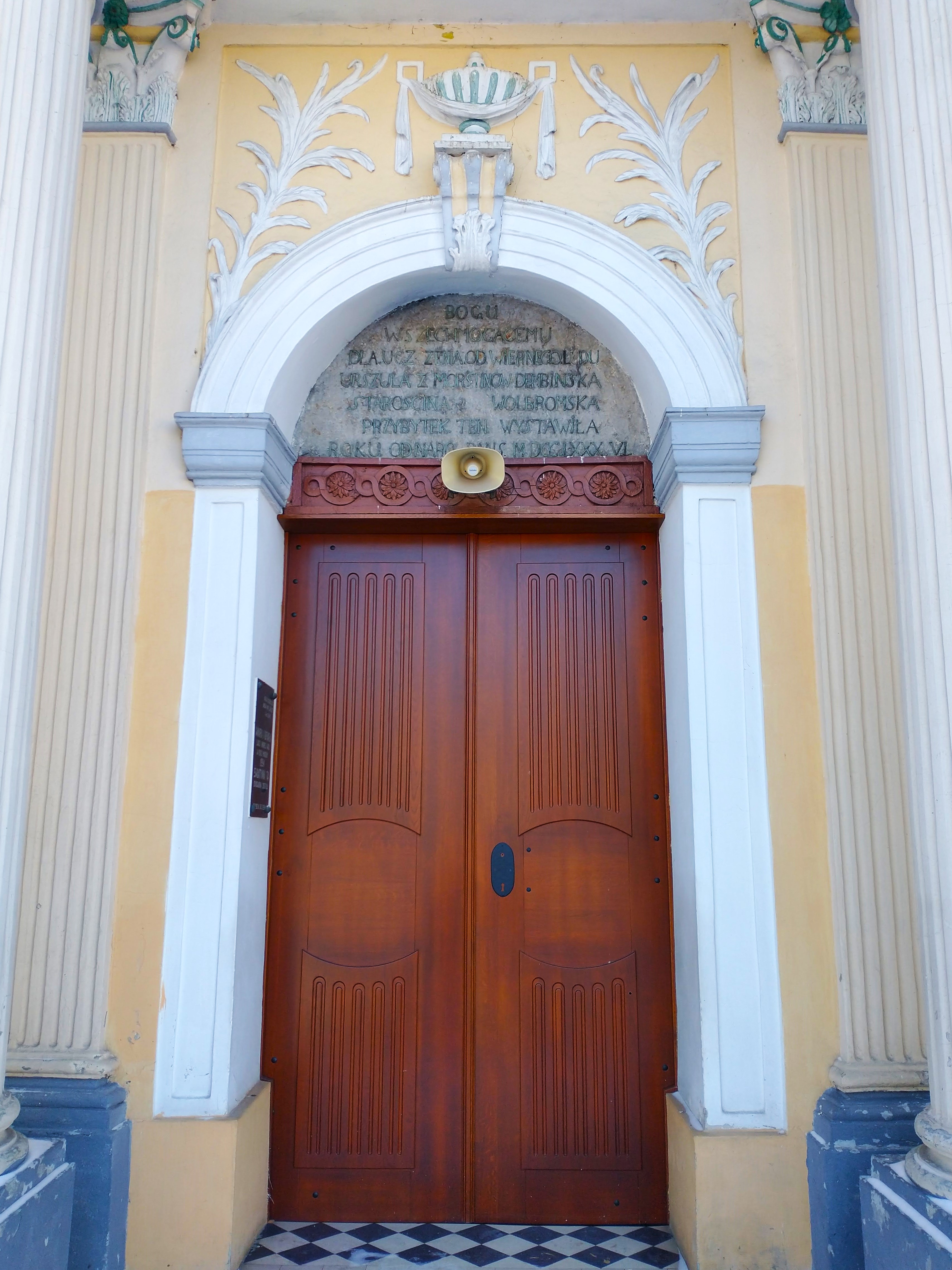
Portal wejściowy